# 弗勒朗斯
弗勒朗斯（法語：Fleurance，法語發音：[flœʁɑ̃s]）是法国热尔省的一个市镇，位于该省中北部，属于孔东区，是这一地区的重要城市，也是热尔洛马涅市镇公共社区的行政中心驻地。

## 地理
弗勒朗斯（43°50'58"N, 0°39'49"E）面积43.32 平方千米，位于法国奧克西塔尼大區热尔省，该省份为法国西南部内陆省份，北起顺时针与洛特-加龙省、塔恩-加龙省、上加龙省、上比利牛斯省、大西洋比利牛斯省和朗德省接壤。
与弗勒朗斯接壤的市镇（或旧市镇、城区）包括：卡斯泰尔诺-达尔比约、布吕尼昂斯、塞朗、拉拉讷、热尔河畔蒙泰斯特吕克、波亚克、普雷沙克、雷若蒙、圣拉德贡德、于尔当。
弗勒朗斯的时区为UTC+01:00、UTC+02:00（夏令时）。

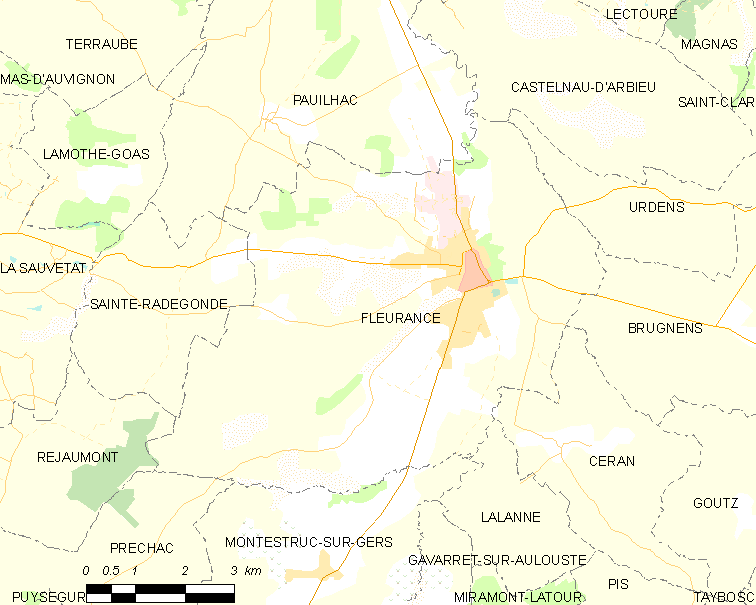
弗勒朗斯的OSM定位图

## 行政
弗勒朗斯的邮政编码为32500，INSEE市镇编码为32132。

## 政治
弗勒朗斯所属的省级选区为弗勒朗斯-洛马涅县。

## 交通
法国国道N21线和热尔省省道D45线、D103线、D105线、D115线、D166线、D654线、D953线等在弗勒朗斯境内交汇。阿让—欧什一线的大巴车经过弗勒朗斯。

## 人口

1962-2008年间弗勒朗斯人口变化图示

弗勒朗斯于2022年1月1日时的人口数量为6130人。